# Surrounded
Surrounded (stiliserat som (____surrounded): på förpackningen) är en samlingsbox med sju album av den isländska sångerskan och musikern Björk, utgivet den 27 juni 2006 på One Little Indian Records. Samtliga album är remastrade i förbättrad Dolby Digital 5.1-ljudkvalitet med 26 bonusvideor samt originalstereo-versioner i DualDisc-format. 
Släpptes även i vissa delar av Europa på skivbolaget Polydor.

## Björk om samlingsboxen
Björks kommentarer om Surrounded i tidningen DigiZine 2006:
I nuläget kan de flesta av oss endast ta del av stereomixen av DR9 — mixningarna av 5.1 kommer att vara tillgängliga i mitten av 2006. "Det är lite tråkigt att behöva göra det," erkänner Björk, "men samtidigt, om du bara gör skivor för människor med 5.1-system skulle du bara göra musik för rika människor!" Skrattar hon. "Och det är något jag inte vill göra."

## Innehåll
Följande sju album ingår i boxen:
- Debut
- Post
- Homogenic
- Selmasongs
- Vespertine
- Medúlla
- Drawing Restraint 9